# Manuel Pazos
Manuel Pazos González (Cambados, 17 marzo 1930 – Elche, 24 maggio 2019) è stato un calciatore spagnolo, di ruolo portiere.

## Carriera

### Celta Vigo, Real Madrid e il prestito all'Hércules
Iniziò a giocare a calcio con squadre della categoria "regional" della Galizia: inizialmente nel Carabela, la squadra del suo paese natale, e successivamente nel Pasarón de Pontevedra. Quando stava per essere ingaggiato dal Pontevedra CF (la squadra principale della provincia, in Tercera División), si inserì il Celta Vigo che lo portò direttamente in Primera División, nel 1951. Pazos fu pagato 10000 pesetas, con una clausola che avrebbe portato il suo prezzo a 40000 pesetas una volta raggiunte sei presenze. Lo stipendio era di 1500 pesetas mensili.
Debuttò il 14 ottobre 1971, entrando in campo negli ultimi 15 minuti della sesta partita campionato, persa per 0-3 contro l'Atlético Madrid, al posto del portiere Francisco Simón Calvet. Una settimana dopo, schierato da titolare, incassò 7 gol dal Valencia (7-2). Collezionò altre 4 presenze, fino all'undicesima giornata di campionato. Nella seconda stagione al Celta, ottenne il posto da titolare. Il 2 novembre 1952, tuffandosi ai piedi di Jancosa per evitare un gol, riportò un grave infortunio. Trasportato in ambulanza all'ospedale, fu curato per ferite alla mascella, alla mandibola, al naso e al palato e per la lussazione della clavicola. Fu lontano dai campi per due mesi.
Le sue prestazioni col Celta Vigo attirarono l'interesse del Real Madrid, che lo ingaggiò nel 1953. Con le merengues disputò una stagione, giocando titolare e vincendo il campionato. Perse il posto da titolare al Real Madrid dopo la quartultima partita di campionato, in cui la squadra della capitale perse per 4-3 contro il Real Valladolid, dopo essere andata in vantaggio per 3-1 all'intervallo. Nelle giornate conclusive del campionato, il portiere fu Juan Adelarpe. Durante l'esperienza al Real, Pazos fu convocato in Nazionale per una partita contro la Svezia al San Mamés, come vice del portiere Antoni Ramallets. Tuttavia non fu impiegato in campo.
A fine stagione Pazos venne ceduto in prestito all'Hércules, ritenuto ancora troppo giovane e inesperto per giocare nel Real Madrid. Fu protagonista di una buona stagione, che la squadra di Alicante concluse al sesto posto.
Tornato al Real, fu ceduto per 800 000 pesetas a un'altra squadra della capitale: l'Atlético Madrid, con cui firmò inizialmente un contratto triennale. 
Dopo l'addio di Marcel Domingo, l'Atlético aveva impiegato diversi portieri ma nessuno prima dell'arrivo di Pazos era riuscito ad avere continuità.

### Atlético Madrid
Nelle prime cinque stagioni con i colchoneros, Pazos fu impiegato in porta da titolare. Nel 1958 fu titolare in Coppa dei Campioni contro il Drumcondra Football Club irlandese, nella prima partita internazionale della storia dell'Atlético Madrid. L'Atlético arrivò fino alla semifinale, dove fu eliminato dai rivali del Real Madrid. Dato l'equilibrio tra andata e ritorno, fu necessaria una terza gara, disputata in campo neutro a Saragozza, per decidere la finalista.
Nel 1959-1960 vinse la Copa del Generalísimo, in finale contro il Real Madrid.
A partire dalla stagione successiva perse il posto da titolare, in favore di Edgardo Madinabeytia, in questi anni arrivarò la seconda vittoria in Copa del Generalísimo(1960-1961.
Oltre ai titoli vinti, l'Atlético arrivò al secondo posto nella Liga nel 1958 e nel 1961, e in Copa del Generalísimo nel 1956.

### Elche
Nel 1962, a 32 anni, si trasferì all'Elche. Con la squadra Valenzana disputò sette stagioni, tutte da titolare tranne l'ultima: nella stagione 1968-1969 il ruolo di portiere fu ricoperto da José Araquistáin e Pazos giocò solo quattro volte. Durante questa stagione l'Elche raggiunse la sua prima e unica finale di Copa del Generalísimo, venendo sconfitta dall'Athletic Club di Bilbao. A fine anno, Pazos lasciò l'Elche, con un totale di 168 presenze in campionato e 22 in Copa del Generalísimo.
In un sondaggio tra i tifosi del club, Pazos fu inserito nell'undici storico della squadra bianco-verde come miglior portiere della storia dell'Elche.
Una volta lasciato il calcio ad alti livelli, nel 1969, continuò a giocare nella categoria "regional" con Novelda, Abarán, Thader Rojales e Santa Pola, fino all'età di 44 anni. Continuò a vivere a Elche e aprì un bar di fronte allo stadio Altabix.

## Palmarès

### Competizioni nazionali
- Campionato spagnolo: 1

Real Madrid: 1953-1954
- Copa del Generalísimo: 2

Atlético Madrid: 1959-1960, 1960-1961